# Ellimmichthys
Ellimmichthys è un genere di pesci ossei estinto, appartenente agli ellimmittiformi. Visse nel Cretaceo inferiore (Aptiano - Albiano, circa 120 - 110 milioni di anni fa) e i suoi resti fossili sono stati ritrovati in Sudamerica e in Africa.

## Descrizione
Questo piccolo pesce solitamente non raggiungeva i 20 centimetri di lunghezza. Possedeva un corpo robusto e dotato di un ventre profondo. La testa era corta e larga, con un muso arrotondato. La caratteristica più saliente di Ellimmichthys era data dalla presenza di scaglie grandi e appuntite lungo il margine anteriore del dorso e lungo il margine del ventre. In particolare, le scaglie ventrali erano molto grandi e aguzze. La pinna dorsale era alta e di forma triangolare, e si trovava immediatamente dietro la metà del dorso, dove si innalzava una robusta spina. La pinna caudale era profondamente biforcuta, e i due lobi erano sottili.

## Classificazione
Il genere Ellimmichthys venne descritto per la prima volta nel 1919 da Jordan e Gilbert, sulla base di fossili ritrovati in Brasile e inizialmente descritti da Edward Drinker Cope come Diplomystus longicostatus; i fossili, provenienti dalla zona di Itacaranha, risalgono all'Aptiano - Albiano. Oltre alla specie tipo Ellimmichthys longicostatus, sono note altre specie appartenenti a questo genere: E. spinosus, per lungo tempo confusa con la specie tipo e proveniente dagli stessi luoghi, ma differente per il luogo d'inserzione delle pinne pelviche e per caratteristiche dell'articolazione delle costole,  E. goodi, descritta inizialmente da Eastman nel 1912 come Diplomystus goodi e proveniente dall'Aptiano-Albiano della Guinea Equatoriale, ed E. maceioensis, anch'essa del Brasile e descritta nel 2004. Quest'ultima specie, tuttavia, secondo alcune classificazioni più recenti non sembrerebbe essere parte del genere Ellimmichthys, così come l'enigmatica E. cruzi, a volte attribuita all'affine Ellimma ma più probabilmente facente parte di un genere a sé stante (Murray e Wilson, 2013; de Figueiredo e Ribeiro, 2017), descritto come Caboellimma (de Figueiredo e Gallo, 2022). 
Ellimmichthys è il genere eponimo degli ellimmittiformi, un gruppo di pesci teleostei che si svilupparono nel corso del Cretaceo per poi estinguersi nell'Eocene, caratterizzati da corpi solitamente alti e dotati di curiose scaglie appuntite lungo il margine del ventre e del dorso. In particolare, Ellimmichthys era un ellimmittiforme derivato e un membro dei Paraclupeidae, comprendenti anche il già citato Ellimma, Paraclupea e Triplomystus.

## Paleobiologia
Ellimmichthys doveva essere un pesce che viveva lungo le coste, in acque calme e basse; probabilmente si cibava almeno in parte di piante acquatiche.